# Miss Nicaragua 2012
Miss Nicaragua 2012, 30e élection de Miss Nicaragua, s'est déroulée le 17 mars 2012 au Théâtre national Rubén Dario de Managua. La gagnante, Farah Eslaquit, succède à Adriana Dorn, Miss Nicaragua 2011.
La cérémonie a été présentée par Ivan Peña et Cindy Regidor.

## Classement final
| Titre                                                                                               | Candidates                          |
| --------------------------------------------------------------------------------------------------- | ----------------------------------- |
| Miss Nicaragua 2012 - Représentante du Nicaragua à Miss Univers 2012                                | - Masaya - Farah Eslaquit           |
| 1re dauphine Représentante du Nicaragua à Miss International 2012 (Remplacée par Reyna Peréz)       | - León - Keykoll Montalván          |
| 2e dauphine Représentante du Nicaragua à Miss International 2012 (remplaçante de Keykoll Montalván) | - Chinandega - Reyna Peréz          |
| 3e dauphine                                                                                         | - Granada - Violeta Majano          |
| 4e dauphine                                                                                         | - Managua - Claudia Cuadra Cardenal |

## Candidates
| Nom                         | Âge                    | Département |       |
| --------------------------- | ---------------------- | ----------- | ----- |
| Nom                         | Katherin Ivonn Salinas | 19 ans      | Boaco |
| Ana Verónica Arellano       | 18 ans                 | Carazo      |       |
| Alejandra Borge             | 26 ans                 | Diriamba    |       |
| Reyna Perez                 | 19 ans                 | Chinandega  |       |
| Dania Gonzàlez              | 25 ans                 | Estelí      |       |
| Violeta Majano              | 24 ans                 | Granada     |       |
| Leydi Zeledon               | 25 ans                 | Jinotega    |       |
| Keykoll Montalván           | 23 ans                 | León        |       |
| Claudia Cuadra Cardenal     | 26 ans                 | Managua     |       |
| Farah Eslaquit              | 20 ans                 | Masaya      |       |
| Ivey Jellisa Alvarez Hunter | 20 ans                 | RAAS        |       |
| Alma Huerta                 | 22 ans                 | Tipitapa    |       |

### Prix attribués
| Prix              | Candidat(e)s             |
| ----------------- | ------------------------ |
| Miss Photogénique | León - Keykoll Montalván |
| Miss Congénialité | RAAS - Ivy Hunter        |

## Observations